# Fabry-Pérot-Interferometer

Prinzipskizze eines Fabry-Pérot-Interferometers

Das Fabry-Pérot-Interferometer, auch Pérot-Fabry-Interferometer, wurde 1897 von den französischen Physikern Charles Fabry und Alfred Pérot entwickelt. Es ist ein optischer Resonator, der aus zwei teildurchlässigen Spiegeln gebildet wird. Ist der Spiegelabstand unveränderbar (bspw. Glas mit aufgedampften Spiegeln), so werden diese Aufbauten auch als Maßverkörperung benutzt und dann als Fabry-Pérot-Etalon oder einfach Etalon bezeichnet. Ein eintreffender Lichtstrahl wird nur dann durch diesen Aufbau geleitet (transmittiert), wenn er dessen Resonanzbedingung erfüllt.
Damit lässt sich das Fabry-Pérot-Interferometer u. a. als optischer Filter einsetzen, der aus einer breitbandigen Strahlung ein schmalbandiges Spektrum herausfiltert. Spiegelverschiebungen ermöglichen es darüber hinaus, die spektralen Eigenschaften der transmittierten Strahlung einzustellen. Das Transmissionsverhalten lässt sich mit der Airy-Formel berechnen.

## Geschichte

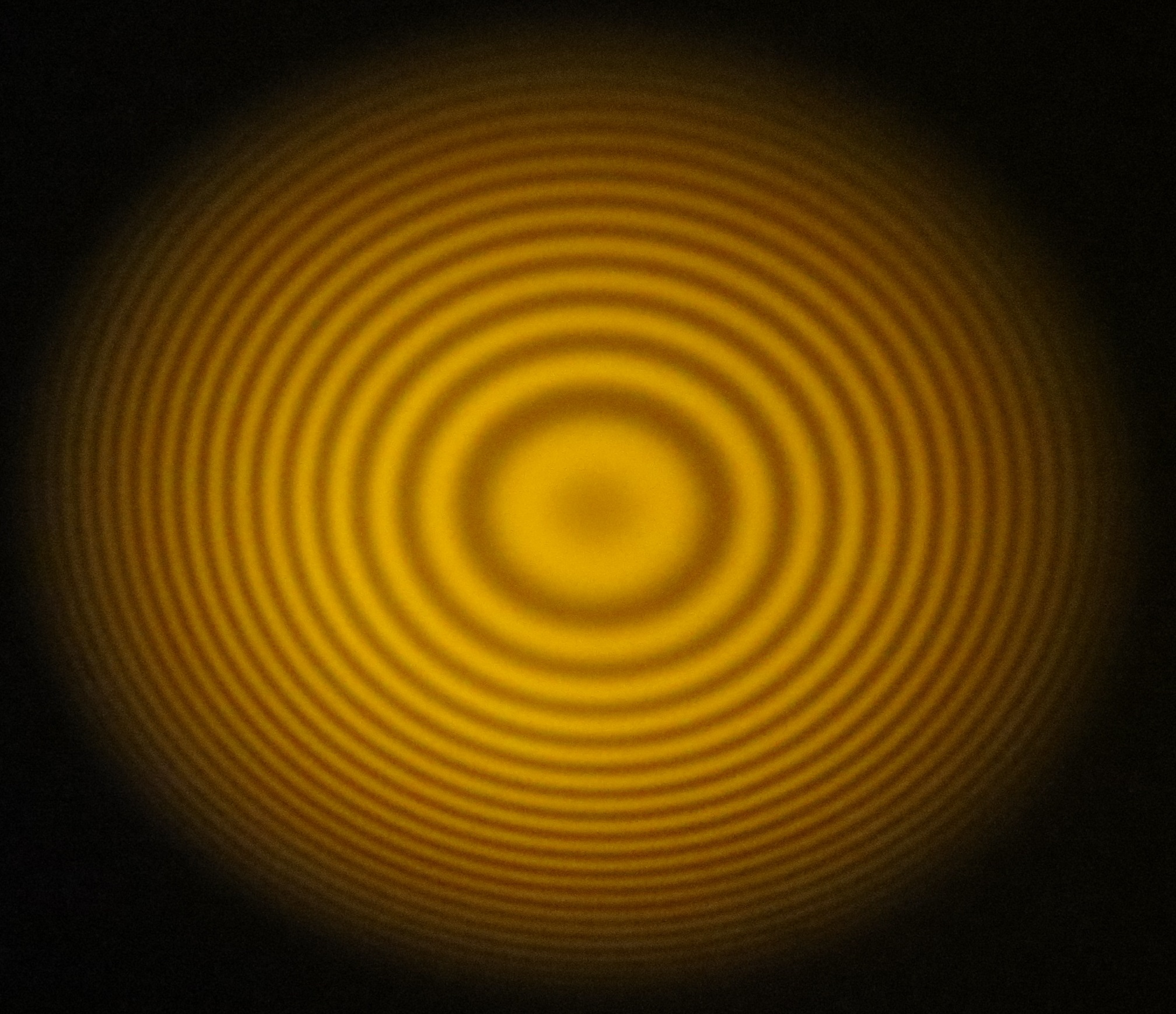
Interferenzringe der Natrium-D-Linie

Ein Michelson-Interferometer liefert bei monochromatischem Licht eine Interferenz in Form einer Kosinuswelle, die aus der Überlagerung zweier Strahlen resultiert. Charles Fabry verfolgte das Ziel, die Zahl dieser Strahlen zu erhöhen, um schärfere Interferenzstreifen zu erzeugen. Dies ist vergleichbar mit der höheren Auflösung eines Beugungsgitters bei zunehmender Linienzahl.
Dazu setzte er zwei parallele, teilreflektierende Spiegel ein, deren Reflexionsvermögen die Anzahl der austretenden Teilwellen bestimmte. Dieses physikalische Prinzip ähnelte klassischen Mehrstrahlinterferenzen wie dem Doppelspalt oder dem Fraunhofer-Gitter, doch seine Umsetzung war weitaus komplexer.
Unterstützt von Alfred Pérot entwickelte Fabry im Jahr 1896 ein erstes Gerät mit festen Spiegeln. Es wurde als »Étalon« (französisch für »Eichmaß«) bezeichnet, um es vom variabel aufgebauten Interferometer abzugrenzen.
Aufgrund der hohen Spiegelreflektivität entstanden Interferenzmuster aus zahlreichen Teilwellen, die im monochromatischen Licht als konzentrische, fein aufgelöste Ringe erschienen.
Bis 1902 hatten Fabry und Pérot die Methoden zur Wellenlängenmessung mithilfe von Étalons perfektioniert. Diese hatten den Vorteil, dass aufgrund der sehr hohen Interferenzordnung jede einzelne Linie direkt mit dem Primärnormal verglichen werden konnte. Dadurch konnten die mit der Verwendung eines Gitters verbundenen kumulativen Fehler vermieden werden. Mit dieser Methode gelang es Fabry und Pérot im Jahr 1902 eine absolute Wellenlängenmessungen durchzuführen und somit das Sonnen- und Eisenspektrum zu ermitteln.

## Wirkungsweise

Transmissionsspektrum eines Fabry-Pérot-Interferometers für verschiedene Finessen F

Ein Fabry-Pérot-Interferometer besteht aus zwei teilreflektierenden Spiegeln mit hoher Reflektivität, die gemeinsam einen optischen Resonator bilden. Zwischen diesen Spiegeln interferieren die mehrfach reflektierten Teilstrahlen je nach Wellenlänge konstruktiv oder destruktiv. Dadurch zeigt das Transmissionsspektrum schmale Maxima für jene Wellenlängen, die die Resonanzbedingung erfüllen, während andere Spektralbereiche nahezu vollständig ausgelöscht werden.
In einem Resonator mit einem Spiegelabstand {\displaystyle L} und einer optischen Weglänge {\displaystyle nL} (wobei {\displaystyle n} der Brechungsindex des Mediums zwischen den Spiegeln ist), kann sich genau dann eine stehende Welle ausbilden, wenn ein ganzzahliges Vielfaches {\displaystyle m} der halben Wellenlänge {\displaystyle {\textstyle {\frac {1}{2}}}\lambda } in den Resonator hineinpasst:
{\displaystyle m\cdot {\frac {\lambda }{2}}=nL}
Mit der Frequenz {\displaystyle \nu =c/\lambda } ist dies gleichbedeutend damit, dass in Resonanz
{\displaystyle m\cdot {\frac {c}{\nu }}=2nL\qquad {\text{bzw.}}\quad m\cdot {\frac {c}{2nL}}=\nu }
gilt. Dies definiert den freien Spektralbereich (FSB) des Resonators {\displaystyle \Delta \nu _{\text{FSB}}} über:
{\displaystyle \Delta \nu _{\text{FSB}}={\frac {c}{2nL}}}
und die longitudinale Modenzahl {\displaystyle m}
{\displaystyle m\cdot \Delta \nu _{\text{FSB}}=\nu }
Mit der Wellenzahl {\displaystyle k=2\pi /\lambda =2\pi \nu n/c} beträgt die Phasenverschiebung {\displaystyle \phi } für einen gesamten Umlauf:
{\displaystyle 2kL=2\pi \cdot m=\phi }

### Transmission im Fabry-Pérot-Interferometer mit zwei verschiedenen Spiegeln

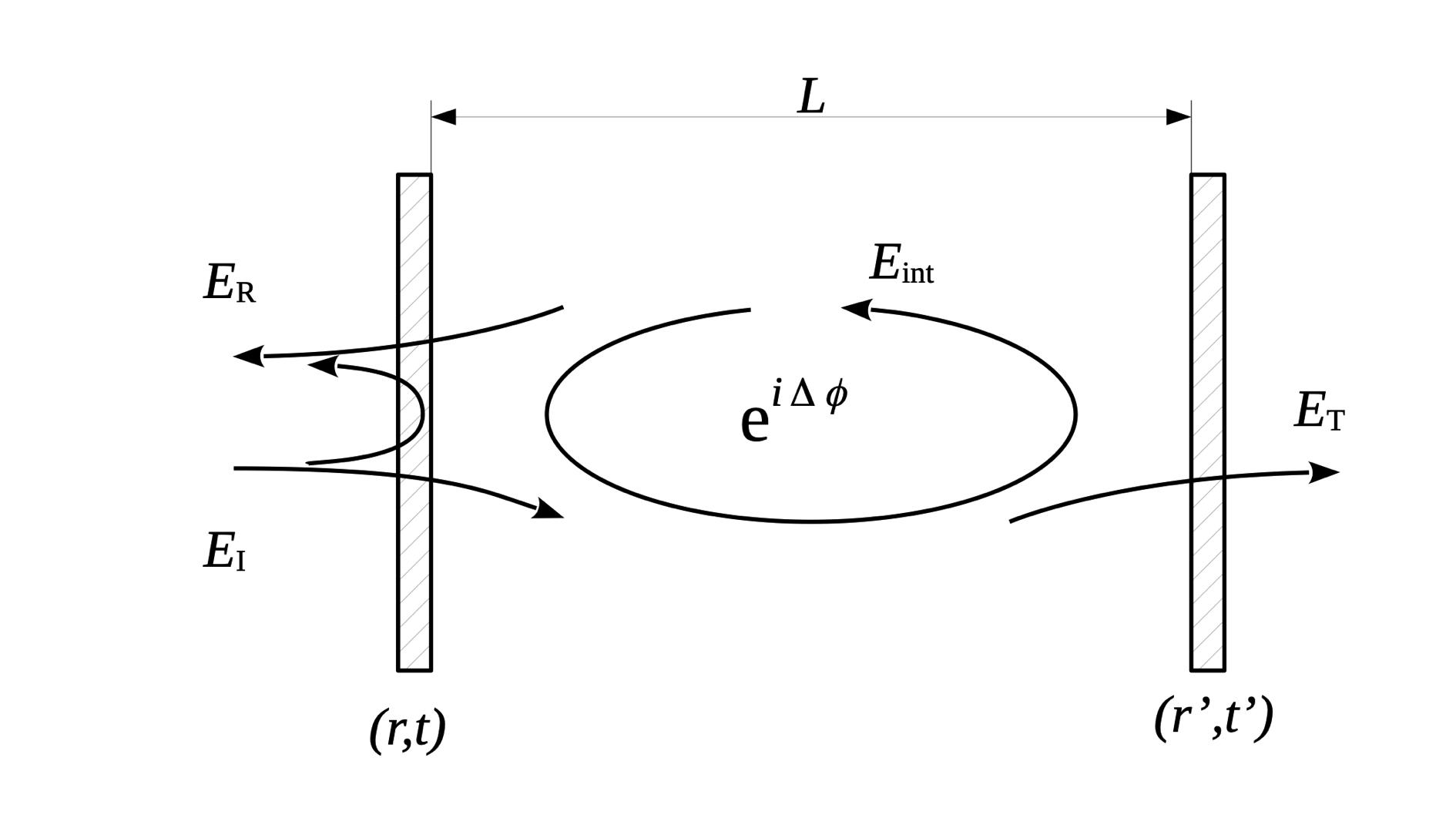
Feldamplituden im Fabry-Pérot-Interferometer

Betrachtet man ein Fabry-Pérot-Interferometer, das aus zwei parallelen, teildurchlässigen Spiegeln besteht. Der linke Spiegel hat einen Transmissionskoeffizienten {\displaystyle t} und einen Reflexionskoeffizienten {\displaystyle r}, der rechte Spiegel hat einen Transmissionskoeffizienten {\displaystyle t'} und einen Reflexionskoeffizienten {\displaystyle r'}. Dabei gilt jeweils {\displaystyle |r|^{2}+|t|^{2}=1} und {\displaystyle |r'|^{2}+|t'|^{2}=1}. Einfallendes Licht der Amplitude {\displaystyle E_{\text{I}}} durchläuft die Struktur als Wanderwelle mehrfach, da es zwischen den Spiegeln reflektiert wird. Der direkt transmittierte Strahl erhält die Amplitude {\displaystyle E_{\text{T,1}}=t\,t'\,{\text{e}}^{{\text{i}}\delta _{0}}E_{\text{I}}}, wobei {\displaystyle {\text{e}}^{i\delta _{0}}} eine Phasenverschiebung beim Durchgang beschreibt ({\displaystyle \delta _{0}=0} ohne Einschränkung). Der erste reflektierte Strahl durchläuft den Hohlraum im Resonator vor der nächsten Transmission einmal mit der Amplitude {\displaystyle E_{\text{T,2}}=t\,r\,r'\,t'\,{\text{e}}^{{\text{i}}\Delta \phi }E_{\text{I}}=tt'rr'{\text{e}}^{{\text{i}}\Delta \phi }E_{\text{I}}}. Dabei beschreibt {\displaystyle \Delta \phi } die Phasenverschiebung pro Umlauf im Resonator und berücksichtigt auch die Phasensprünge, die bei jeder Reflexion auftreten. Der nächste Strahl wird zweimal reflektiert und beträgt {\displaystyle E_{\text{T,3}}=tt'(rr')^{2}{\text{e}}^{{\text{i}}2\Delta \phi }E_{\text{I}}} und so weiter. Die Gesamtamplitude {\displaystyle E_{\text{T}}} der transmittierten Welle ist die Summe aller einzelnen Beiträge:
{\displaystyle E_{\text{T}}=E_{\text{T,1}}+E_{\text{T,2}}+E_{\text{T,3}}+\dots =tt'E_{\text{I}}\left[1+(rr'){\text{e}}^{{\text{i}}\Delta \phi }+(rr')^{2}{\text{e}}^{{\text{i}}2\Delta \phi }+(rr')^{3}{\text{e}}^{{\text{i}}3\Delta \phi }+\dots \right]}
Dies ist eine geometrische Reihe mit dem Quotienten {\displaystyle rr'{\text{e}}^{{\text{i}}\delta }}. Für {\displaystyle |rr'{\text{e}}^{{\text{i}}\Delta \phi }|<1} konvergiert die Reihe und ergibt {\displaystyle \textstyle \sum _{n=0}^{\infty }\left(rr'{\text{e}}^{{\text{i}}\Delta \phi }\right)^{n}={\frac {1}{1-rr'{\text{e}}^{{\text{i}}\Delta \phi }}}}. Damit folgt:
{\displaystyle E_{\text{T}}={\frac {tt'}{1-rr'{\text{e}}^{{\text{i}}\Delta \phi }}}\,E_{\text{I}}}
Die transmittierte Intensität ist proportional zum Betrag der Amplitude zum Quadrat:
{\displaystyle I_{\text{T}}=|E_{\text{T}}|^{2}={\frac {|tt'|^{2}}{|1-rr'{\text{e}}^{{\text{i}}\Delta \phi }|^{2}}}|E_{\text{I}}|^{2}={\frac {|tt'|^{2}}{1-2rr'\cos \Delta \phi +(rr')^{2}}}|E_{\text{I}}|^{2}}
und wird mit der trigonometrischen Identität {\displaystyle \cos \Delta \phi =1-2\sin ^{2}\Delta \phi /2} zur Airy-Formel
{\displaystyle I_{\text{T}}={\frac {I_{0}}{1+F\sin ^{2}({\tfrac {\Delta \phi }{2}})}}}.
mit dem Finesse-Koeffizient
{\displaystyle F={\frac {4rr'}{(1-rr')^{2}}}}
und der Maximalintensität
{\displaystyle I_{0}={\frac {|tt'|^{2}|E_{\text{I}}|^{2}}{(1-rr')^{2}}}={\frac {(1-r^{2})(1-r'^{2})}{(1-rr')^{2}}}\,|E_{\text{I}}|^{2}}
mit {\displaystyle |t|^{2}=1-r^{2}}, bzw. {\displaystyle |t'|^{2}=1-r'^{2}}.
Berücksichtigt man einen pauschalen Verlustkoeffizienten {\displaystyle A} pro Umlauf, dann ändert sich die Airy-Formel zu:
{\displaystyle I_{\text{T,A}}={\frac {4TT'(1-A)}{(T+T'+A)^{2}}}{\frac {I_{\text{I}}}{1+F_{\text{A}}\sin ^{2}({\tfrac {\Delta \phi }{2}})}}}.
mit {\displaystyle T=|t|^{2}}, {\displaystyle T'=|t'|^{2}}, {\displaystyle R=|r|^{2}}, {\displaystyle R'=|r'|^{2}} und dem Finesse-Koeffizient
{\displaystyle F_{\text{A}}={\frac {4{\sqrt {RR'(1-A)}}}{(1-{\sqrt {RR'(1-A)}}\,)^{2}}}}
und der Intensität {\displaystyle I_{\text{I}}=|E_{\text{I}}|^{2}}.

### Reflektierte und umlaufende Welle in einem Fabry-Pérot-Interferometer mit zwei unterschiedlichen Spiegeln
Der zweite Spiegel lässt nur einen Bruchteil des intern umlaufenden Feldes als transmittiertes Feld {\displaystyle E_{\text{T}}=t'E_{\text{int}}} durch. Für die Feldamplitude {\displaystyle E_{\text{int}}} im Resonator gilt:
{\displaystyle E_{\text{int}}={\frac {1}{t'}}E_{\text{T}}={\frac {1}{t'}}{\frac {tt'}{1-rr'{\text{e}}^{{\text{i}}\Delta \phi }}}\,E_{\text{I}}={\frac {t}{1-rr'{\text{e}}^{{\text{i}}\Delta \phi }}}\,E_{\text{I}}}
mit der Intensität
{\displaystyle I_{\text{int}}={\frac {1}{|t'|^{2}}}I_{\text{T}}={\frac {|t|^{2}}{(1-rr')^{2}}}{\frac {|E_{\text{I}}|^{2}}{1+F\sin ^{2}({\tfrac {\Delta \phi }{2}})}}={\frac {(1-r^{2})}{(1-rr')^{2}}}{\frac {|E_{\text{I}}|^{2}}{1+F\sin ^{2}({\tfrac {\Delta \phi }{2}})}}}
und dem Finesse-Koeffizienten {\displaystyle F=\textstyle {\frac {4rr'}{(1-rr')^{2}}}}. Bei hoher Amplitudenreflektivität {\displaystyle r\approx r'=1-\varepsilon } wird die intern umlaufende Intensität mit {\displaystyle I_{\text{int}}=\textstyle {\frac {|E_{\text{I}}|^{2}}{2\varepsilon }}} sehr hoch!
Aus der Energieerhaltung folgt zwangsläufig eine reflektierte Welle {\displaystyle E_{\text{R}}}. Sie entsteht durch Interferenz des sofort reflektierten Lichts {\displaystyle rE_{\text{I}}} mit dem einmal umlaufenden Feld {\displaystyle E_{\text{int}}}, das am zweiten Spiegel reflektiert wird (Faktor: {\displaystyle r'}) und der erste Spiegel transmittiert (Faktor: {\displaystyle t}):
{\displaystyle E_{\text{R}}=rE_{\text{I}}-r't{\text{e}}^{{\text{i}}\Delta \phi }\,E_{\text{int}}=rE_{\text{I}}-{\frac {r't^{2}{\text{e}}^{{\text{i}}\Delta \phi }}{1-rr'{\text{e}}^{{\text{i}}\Delta \phi }}}\,E_{\text{I}}}
Das Minuszeichen resultiert aus einer fehlenden Reflexion am ersten Spiegel im Vergleich zur Umlaufwelle. Mit {\displaystyle r^{2}+t^{2}=1} wird daraus:
{\displaystyle E_{\text{R}}={\frac {r-r^{2}r'{\text{e}}^{{\text{i}}\Delta \phi }-r't^{2}{\text{e}}^{{\text{i}}\Delta \phi }}{1-rr'{\text{e}}^{{\text{i}}\Delta \phi }}}\,E_{\text{I}}={\frac {r-r'{\text{e}}^{{\text{i}}\Delta \phi }}{1-rr'{\text{e}}^{{\text{i}}\Delta \phi }}}\,E_{\text{I}}}
Die reflektierte Intensität ist zwar das Betragsquadrat {\displaystyle I_{\text{R}}=|E_{\text{R}}|^{2}} der reflektierten elektrischen Feldstärke, im absorptionsfreien Fall aber auch einfach
{\displaystyle I_{\text{R}}=I_{\text{I}}-I_{\text{T}}=|E_{\text{I}}|^{2}-{\frac {(1-r^{2})(1-r'^{2})}{(1-rr')^{2}}}{\frac {|E_{\text{I}}|^{2}}{1+F\sin ^{2}({\tfrac {\Delta \phi }{2}})}}={\frac {(r-r')^{2}+(1-rr')^{2}F\sin ^{2}({\tfrac {\Delta \phi }{2}})}{(1-rr')^{2}[1+F\sin ^{2}({\tfrac {\Delta \phi }{2}})]}}\,|E_{\text{I}}|^{2}}

### Intensitäten in einem absorptionsfreien Fabry-Pérot-Interferometer mit Spiegeln gleicher Reflektivität
Bei identischen Spiegeln ({\displaystyle r=r'}) wird die maximale Intensität {\displaystyle I_{0}=I_{\text{I}}=|E_{\text{I}}|^{2}} erreicht und damit auch die transmittierte Intensität.
{\displaystyle I_{\text{T}}={\frac {|E_{\text{I}}|^{2}}{1+F\sin ^{2}({\tfrac {\Delta \phi }{2}})}}}
Dabei ist {\displaystyle F} der Finesse-Koeffizient: {\displaystyle F=\textstyle {\frac {4r^{2}}{(1-r^{2})^{2}}}}. Die reflektierte Intensität vereinfacht sich zu:
{\displaystyle I_{\text{R}}={\frac {F\sin ^{2}({\tfrac {\Delta \phi }{2}})}{1+F\sin ^{2}({\tfrac {\Delta \phi }{2}})}}\,|E_{\text{I}}|^{2}}
und die Intensität des intern umlaufenden Feldes vergrößert sich
{\displaystyle I_{\text{int}}={\frac {1}{1-r^{2}}}{\frac {|E_{\text{I}}|^{2}}{1+F\sin ^{2}({\tfrac {\Delta \phi }{2}})}}}

### Phasendifferenzen von Fabry-Pérot-Interferometer und Fabry-Pérot-Etalon
Fabry-Pérot-Interferometer (FPI) und Fabry-Pérot-Etalons bezeichnen optische Resonatoren, bestehend aus zwei parallelen, teilreflektierenden Spiegeln. Trotz ihrer identischen physikalischen Struktur unterscheiden sich die Begriffe durch ihren Anwendungsfokus:
- Fabry-Pérot-Etalon: Dies ist die Bezeichnung für die Anordnung, wenn sie als passives, frequenzselektives Element eingesetzt wird, beispielsweise zur Modenselektion in Lasern oder zur spektralen Filterung. Der Spiegelabstand ist in der Regel entweder fest oder fein justierbar. Die Durchlassbereiche sind durch Interferenzbedingungen festgelegt. Für die Phasendifferenz (siehe Durchmesser der Interferenzringe unten) und den freien Spektralbereich {\displaystyle \textstyle \Delta \nu _{\text{FSR}}={\frac {c}{2nL}}} gilt

{\displaystyle {\frac {\Delta \phi }{2}}={\frac {2\pi }{\lambda }}\,nL\cos(\alpha )=kL\cos(\alpha )={\frac {2\pi }{c}}\Delta \nu \,nL\cos(\alpha )=\pi {\frac {\Delta \nu }{\Delta \nu _{\text{FSR}}}}\,\cos(\alpha )}
mit {\displaystyle \Delta \nu =\nu -\nu _{m}} als Verstimmung der Frequenz von der Mode {\displaystyle m} und damit ergibt sich weiter die transmittierte Intensität eines Fabry-Pérot-Etalons zu:
{\displaystyle I_{\text{T}}={\frac {I_{0}}{1+F\sin ^{2}\left(\pi {\frac {\Delta \nu }{\Delta \nu _{\text{FSR}}}}\,\cos(\alpha )\right)}}}.
- Fabry-Pérot-Interferometer: Dies ist die Bezeichnung für dieselbe Struktur, wenn die Interferenz aktiv ausgewertet wird, beispielsweise durch die Beobachtung von Transmissions- oder Reflexionsmustern, um Wellenlängen, Frequenzen oder Änderungen des Brechungsindexes präzise zu bestimmen. Der Begriff ist in interferometrischen Messanordnungen üblich. Er bezieht sich auf die Phasenverschiebung

{\displaystyle {\frac {\Delta \phi }{2}}={\frac {2\pi }{\lambda }}\,nL=kL={\frac {2\pi }{c}}\Delta \nu \,nL=\pi {\frac {\Delta \nu }{\Delta \nu _{\text{FSR}}}}}
nach einem Hin- und Rücklauf einer ebenen Lichtwelle oder einer Mode mit verschwindender Gouy-Phase im Resonator. Damit beträgt die transmittierte Intensität eines Fabry-Pérot-Interferometers
{\displaystyle I_{\text{T}}={\frac {I_{0}}{1+F\sin ^{2}\left({\frac {\Delta \phi }{2}}\right)}}={\frac {I_{0}}{1+F\sin ^{2}\left(\pi {\frac {\Delta \nu }{\Delta \nu _{\text{FSR}}}}\right)}}}.
mit {\displaystyle \Delta \nu =\nu -\nu _{m}} als Frequenzabweichung von der Mode {\displaystyle m}. Die Resonanzmaxima sind die longitudinalen Moden eines Lasers. Je nach dessen Verstärkungsbandbreite kann er auf einer oder auf mehreren dieser Moden anschwingen bzw. „lasern“.

### Wichtige Kenngrößen
Die Finesse {\displaystyle {\mathcal {F}}} dient zur Charakterisierung des Resonators. Sie ist definiert als Verhältnis zwischen dem freien Spektralbereich {\displaystyle \Delta \nu _{\text{FSB}}} und der Halbwertsbreite {\displaystyle \delta \nu _{\text{1/2}}} eines einzelnen Maximums:
{\displaystyle {\mathcal {F}}={\frac {\Delta \nu _{\text{FSB}}}{\delta \nu _{\text{1/2}}}}}.

Ein alternatives Maß ist der Finesse-Koeffizient {\displaystyle F}, der durch
{\displaystyle F={\frac {4{\mathcal {F}}^{2}}{\pi ^{2}}}}
definiert ist.
Je größer die Finesse, desto mehr Strahlenbündel interferieren miteinander und desto schärfer sind also die Interferenzringe. Einfachste Fabry-Pérot-Interferometer erreichen bei sichtbarem Licht Finessen von ungefähr {\displaystyle {\mathcal {F}}=30}. Bei hohen Reflektivitäten {\displaystyle R} der Spiegel und geringer Dämpfung im Resonator nimmt die Finesse große Werte an:
{\displaystyle {\mathcal {F}}={\frac {\pi {\sqrt {R}}}{1-R}}={\frac {\pi {\sqrt {F}}}{2}}}
Mit dielektrischen Dünnschichtbelägen und gekrümmten Spiegeln lassen sich Finessen bis zu {\displaystyle 4{,}1\cdot 10^{5}} erreichen.
Bei steigender Finesse wächst bei Resonanz die Intensität bzw. Feldstärke der Lichtwellen innerhalb des Interferometers bzw. Resonators auf Werte an, die wesentlich höher sind als diejenigen des durchtretenden Lichtes. Diese Tatsache muss bei Anwendungen, bei denen die Leistung im Vordergrund steht, berücksichtigt werden (z. B. bei Laser-Resonatoren und -Modulatoren).

## Durchmesser der Interferenzringe

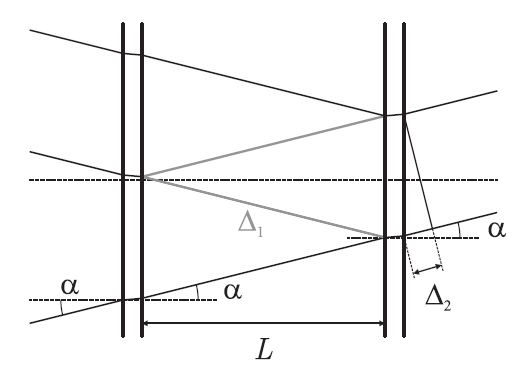
Strahlenverlauf eines unter dem Winkel α in das Fabry-Pérot-Interferometer einfallenden Strahls.

Der Wegunterschied {\displaystyle \Delta } und die Phasendifferenz {\displaystyle \Delta \phi } sind nach der Skizze gegeben durch
{\displaystyle \Delta =2\Delta _{1}-\Delta _{2}={\frac {2L}{\cos(\alpha )}}-{\frac {2L\sin ^{2}(\alpha )}{\cos(\alpha )}}},
{\displaystyle \Delta =2L\,\cos(\alpha )}
mit der Phasendifferenz
{\displaystyle \Delta \phi ={\frac {2\pi }{\lambda }}\,\Delta }.
Mit der Interferenzordnung {\displaystyle m} folgt
{\displaystyle {\frac {2\pi }{\lambda _{m}}}\,\Delta ={\frac {2\pi \nu _{m}}{c}}\,\Delta =2\pi m}
und aufgelöst nach
{\displaystyle m={\frac {\nu _{m}}{c}}\Delta }.
Daraus folgen Resonanzwellenlänge und Resonanzfrequenz der Ordnung {\displaystyle m}:
{\displaystyle \lambda _{m}={\frac {2L\cos(\alpha )}{m}}}
und
{\displaystyle \nu _{m}=c\,{\frac {m}{2L\cos(\alpha )}}}.
Zu jedem Interferenzring gehört also ein Winkel {\displaystyle \alpha }, wie sich dieser für verschiedene Interferenzordnungen ändert, wird später klarer. Zunächst gilt es noch den freien Spektralbereich als Funktion des Einfallswinkels {\displaystyle \alpha } auszudrücken. Dieser ergibt sich aus:
{\displaystyle \Delta \nu _{FSB}=\nu _{m+1}-\nu _{m}}
und führt zu:
{\displaystyle \Delta \nu _{FSB}={\frac {c}{2L\cos(\alpha )}}}
Um den Abstand der Interferenzringe besser zu veranschaulichen, genügt eine Taylor-Entwicklung von:
{\displaystyle \cos(\alpha )\approx 1-{\frac {\alpha ^{2}}{2}}}

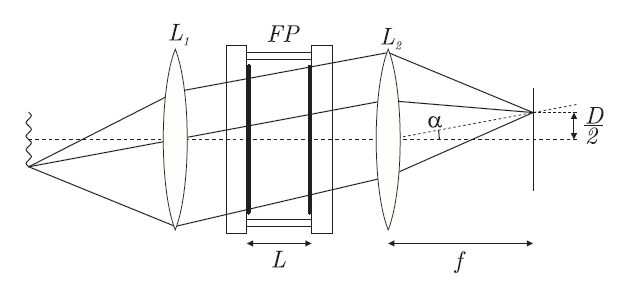
Fabry-Pérot-Interferometer mit Linsen der Brennweite f.

Mit einer Kleinwinkelnäherung ergibt sich für den Ringdurchmesser {\displaystyle D}:
{\displaystyle D=2f\cdot \tan(\alpha )\approx 2f\cdot \alpha }
Setzt man nun {\displaystyle \alpha } in die Formel für {\displaystyle \Delta \nu _{FSB}} ein erhält man:
{\displaystyle \Delta \nu _{FSB}\approx {\frac {c}{2L{\Bigg (}1-{\frac {1}{2}}{\bigg (}{\frac {D}{2f}}{\bigg )}^{2}{\Bigg )}}}}
Gleichzeitig ergibt sich für die Resonanzwellenlänge und Resonanzfrequenz:
{\displaystyle \lambda _{m}\approx {\frac {2L{\Bigg (}1-{\frac {1}{2}}{\bigg (}{\frac {D_{m}}{2f}}{\bigg )}^{2}{\Bigg )}}{m}}}
und
{\displaystyle \nu _{m}\approx c\cdot {\frac {m}{2L{\Bigg (}1-{\frac {1}{2}}{\bigg (}{\frac {D_{m}}{2f}}{\bigg )}^{2}{\Bigg )}}}}
Löst man nach {\displaystyle D_{m}} auf, ergibt sich für den Durchmesser der Interferenzringe folgender wurzelförmiger Zusammenhang:
{\displaystyle D_{m}\approx 2f{\sqrt {2-{\frac {\lambda _{m}}{L}}m}}}

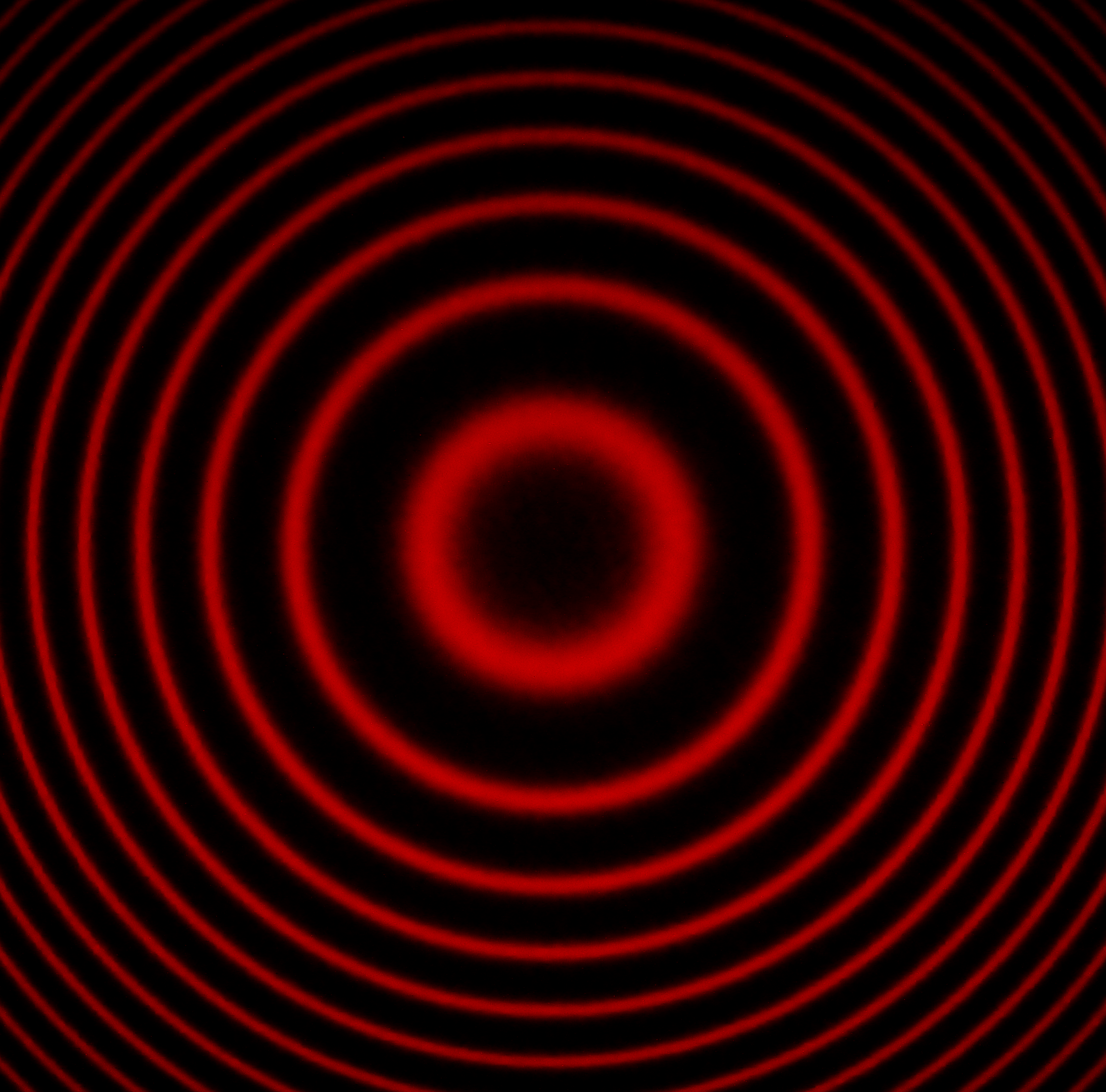
Fabry-Pérot Ringmuster Cadmium 643.8 nm-Spektrallinie.

Dabei ist die Interferenzordnung {\displaystyle m} gegeben durch:
{\displaystyle m=m_{0}-e-(p-1)}
{\displaystyle m_{0}={\frac {2L}{\lambda _{0}}}}
{\displaystyle m_{0}} ist die Modenzahl im Resonator für {\displaystyle \alpha =0} und ist nicht zwangsläufig eine natürliche Zahl, weswegen ein Korrekturfaktor {\displaystyle e\in [0,1]} eingeführt wird. Die Zahl {\displaystyle p} ist die Nummer des Interferenzringes und wird von innen nach außen gezählt. Nun ist es so, dass {\displaystyle \lambda _{m}} für moderate Winkel {\displaystyle \alpha } ungefähr der Resonanzwellenlänge für {\displaystyle \alpha =0} entspricht, woraus für den Durchmesser des p-ten Ringes folgendes gilt:
{\displaystyle D_{p}\approx 2f{\sqrt {{\frac {\lambda _{0}}{L}}(p+e-1)}}}
Für die Resonanzwellenlänge und die Resonanzfrequenz des p-ten Ringes gilt:
{\displaystyle \lambda _{p}\approx {\frac {L}{p+e-1}}{\bigg (}{\frac {D_{p}}{2f}}{\bigg )}^{2}}
{\displaystyle \nu _{p}\approx c\cdot {\frac {p+e-1}{L}}{\bigg (}{\frac {2f}{D_{p}}}{\bigg )}^{2}}
Somit lässt sich zu jedem Ringdurchmesser eine Wellenlänge {\displaystyle \lambda _{p}} und eine Frequenz {\displaystyle \nu _{p}} bestimmen, bzw. die Durchmesser {\displaystyle D_{p}} der entstehenden Ringe in guter Näherung berechnen.

## Anwendungen
Das Fabry-Pérot-Interferometer wird angewendet:
- in der Spektroskopie als durchstimmbarer Interferenzfilter oder auch zur Kalibrierung einer unbekannten oder nichtlinearen Frequenzskala.
- in modifizierter Form in der Forschung als Virtually Imaged Phased Array für spektrometrische Anwendungen oder in der Nachrichtentechnik zum Wellenlängenmultiplexen
- als mechanischer Modulator für monochromatische Strahlung, beispielsweise eines CO2-Lasers bei einer Wellenlänge von 10,6 µm (modulierbare Strahlleistung bis über 100 Watt)
- als Laser-Resonator
- in der Astronomie: im H-alpha-Teleskop zur Sonnenbeobachtung
- als Gravitationswellendetektor, s. KAGRA